# پادشاهی حیوانی (مجموعه تلویزیونی)
پادشاهی حیوانی (به انگلیسی: Animal Kingdom) یک مجموعه تلویزیونی درام آمریکایی است که توسط جاناتان لیسکو ساخته شده‌است. این سریال بر اساس فیلم استرالیایی به همین نام در سال ۲۰۱۰ توسط دیوید می‌شد ساخته شده‌است که در کنار لیز وات تهیه‌کننده فیلم نیز بوده‌است. الن بارکین نقش اصلی جانین «اسمورف» کودی را در چهار فصل اول با بازی جکی ویور در فیلم ۲۰۱۰ به تصویر کشید.
پادشاهی حیوانی، در ۱۴ ژوئن ۲۰۱۶ در TNT آغاز به کار کرد و در ژوئیه ۲۰۱۶ با ۱۳ قسمت برای اولین بار در ۳۰ مه ۲۰۱۷ تمدید شد. در ژوئیه ۲۰۱۷، TNT سریال را برای فصل سوم تمدید کرد که در ۲۹ مه ۲۰۱۸ آغاز به کار کرد. در ژوئیه ۲۰۱۸، TNT مجموعه را برای فصل چهارم تمدید کرد که در ۲۸ مه ۲۰۱۹ به نمایش درآمد.
در ژوئیه ۲۰۱۹، TNT سریال را برای فصل پنجم تمدید کرد. در ژانویه ۲۰۲۱، پیش از آغاز فصل پنجم، این سریال برای فصل ششم و آخرین دوره تمدید شد.

## خلاصه
این سریال یک پسربچه ۱۷ ساله را دنبال می‌کند که پس از مرگ مادرش، نزد اقوام جداشده خود، کودیس، یک قبیله خاندان جنایتکار تحت فرمانداری اسمورف، می‌رود.

## بازیگران
- الن بارکین در نقش جانین «اسمورف» کودی، پدرسالار سخت خانواده و مادربزرگ بیگانه ج. اسمورف از خانواده اش محافظت می‌کند و نسبت به آنها عشق دارد. (فصل ۱–۴)
- اسکات سپیدمن در نقش باری «باز» بلک ول، پسر خوانده اسمورف و رهبر سرقت‌های کودی. وی بعداً به دلیل کادربندی اسمورف توسط میا مورد اصابت گلوله قرار گرفت و به ضرب گلوله کشته شد. (فصل ۱–۳)
- شاون هاتوسی در نقش اندرو «پاپ» کودی، بزرگترین پسر کودی، که از نظر روانی آشفته‌است و فکر می‌کند خودکشی می‌کند. او پس از سه سال گذراندن زندان در زندان ایالتی فولسوم دوباره ظاهر می‌شود.
- بن رابسون در نقش کریگ کودی، پسر کودکی میانی، که تمایل زیادی به مصرف مواد مخدر و فعالیتهای بسیار پرخطر دارد.
- جیک ویری در نقش دران کودی، کوچکترین پسر کودی.
- فین کول در نقش جوشوا «ج» کودی، نوه اسمورف که پس از مرگ مادرش جولیا، خواهر دوقلوی پاپ، با او و عموهایش زندگی می‌کند. ج تنها کسی است که اسمورف را به چالش می‌کشد و می‌خواهد قدرت او و زندگی او را به‌دست بگیرد.
- دانیلا آلونسو در نقش کاترین بلک ول که به دستور اسمورف از کشته می‌شود. (فصل ۱)
- مولی گوردون در نقش نیکی بلمونت ، نامزد J که بعداً با کریگ ارتباط برقرار کرد. او شهر را ترک می‌کند و برای زندگی با پدر و مادرش برمی گردد. (فصل ۱–۳)
- کارولینا گوئرا در نقش لوسی، معشوقه باز از مکزیک که پس از ناپدید شدن کاترین رابطه عاشقانه دیگری با او برقرار می‌کند. او به همراه برادرش رئیس یک باند مکزیکی است. وی بعداً توسط میا مورد اصابت گلوله قرار گرفت. (فصل ۲–۳، فصل تکرار شده ۱)
- سوهی رودریگز در نقش میا بنیتز، (فصل ۴، فصل ۳ تکرار شده) یک زن جوان سرسخت که در یک باند بزرگ شده و بسیار خشن است. او بعداً توسط J به ضرب گلوله کشته شد زیرا به او گفت که باز را کشته و با نامزد خود توپی خانواده را سرقت کرده‌است.[۳]
- ریگو سانچز در نقش مانی (فصل ۴ تکرار) در سال ۱۹۷۷، رهبر جنایتکاران حرفه ای بیرحمانه یانگ اسمورف.[۴]
- لیلا جورج در نقش Young Smurf (فصل ۵، فصل تکرار شده ۴)
- جان بیورز در نقش Young Jake (فصل ۵، فصل تکرار شده ۴)

## تولید
TNT در ماه مه ۲۰۱۵ به تهیه‌کننده پادشاهی حیوانی سفارش داد. بارکین و سپیدمن به ترتیب اولین کسی بودند که در ژوئیه ۲۰۱۵ به عنوان نامزد پدر و مادر، اسمورف و پسر خوانده او باز انتخاب شدند. در ماه اوت، کول و ویری به عنوان J و دران اضافه شدند به زودی هاتوسی و رابسون به عنوان برادران کودی باقی مانده پاپ و کریگ انتخاب شدند. بعداً آلونسو به عنوان همسر باز کاترین، و مولی گوردون به عنوان دوست نامزد جی نیکی معرفی شدند.
این پروژه با سفارش ۱۰ قسمته در دسامبر ۲۰۱۵ به سریال منتقل شد. این نمایش در ۱۴ ژوئن ۲۰۱۶ و در ۶ ژوئیه ۲۰۱۶، TNT آن را برای فصل دوم ۱۳ قسمت تمدید کرد. در تاریخ ۲۷ ژوئیه TNT اعلام کرد که پادشاهی حیوانی را برای فصل سوم تمدید می‌کند که اولین نمایش آن در ۲۹ مه ۲۰۱۸ است. در ۲ ژوئیه ۲۰۱۸، TNT مجموعه را برای فصل چهارم تمدید کرد. تولید فصل چهارم از ۱۰ ژانویه ۲۰۱۹ آغاز شد. فصل چهارم در ۲۸ مه ۲۰۱۹ به نمایش درآمد. در ۲۴ ژوئیه ۲۰۱۹، TNT سریال را برای فصل پنجم تمدید کرد.
در ۱۶ مارس ۲۰۲۰، تولید فصل پنجم «تا اطلاع ثانوی» به حالت تعلیق درآمد. . تولید در فصل پنجم در ۷ سپتامبر سال ۲۰۲۰ از سر گرفته شد. فیلمبرداری این فصل در ۱۱ دسامبر سال ۲۰۲۰ به پایان رسید.
در ۱۴ ژانویه ۲۰۲۱، پیش از آغاز فصل پنجم، TNT مجموعه را برای فصل ششم و آخرین تمدید کرد.

## نقدها

### پاسخ انتقادی
فصل اول بازی پادشاهی حیوانی نظرات مثبتی دریافت کرده‌است. در وب سایت گردآورنده بررسی راتن تومیتوز، این فصل براساس ۳۳ بررسی دارای امتیاز تأیید ۷۶٪ است. این اتفاق نظر وجود دارد: «با حمایت از بازیگری الن بارکین ، پادشاهی حیوانی یک درام خانوادگی کاملاً جذاب، اگرچه گاهی قابل پیش‌بینی است.» از نظر متاکریتیک، این مجموعه نمره ۶۵ از ۱۰۰ را با توجه به ۲۷ منتقد نشان می‌دهد که «بررسی‌های معمولاً مطلوب» را نشان می‌دهد.

## پخش بین‌المللی
در استرالیا، قسمت‌های جدید هفتگی به نتفلیکس در دسترس است.
در کانادا، این نمایش از کانال تلویزیونی CTV Drama، که قبلاً با نام Bravo شناخته می‌شد، پخش می‌شود و هر چهار فصل از نتفلیکس در دسترس است. با شروع فصل چهارم، قسمت‌ها همزمان و روز پخش اصلی TNT از Bravo پخش می‌شدند.

## نمایش خانگی
فصل اول در فرمت‌های DVD و Blu-ray در تاریخ ۲۸ آوریل ۲۰۱۷ منتشر شد. هر مجموعه شامل ویژگی‌های پشت صحنه و صحنه‌های حذف شده‌است. رسانه‌های خانگی انتشار DVDهای دو فصل اول توسط برادران وارنر توزیع شد. نمایش خانگی با شروع فصل ۳، مجموعه بایگانی وارنر که از فصل ۲ نیز فرمت Blu-ray را تولید می‌کند، شروع به تولید نسخه‌های دی وی دی در صورت تقاضا برای فصل‌های باقی مانده کرد.